# بنجامين ويست
بنجامين ويست (بالإنجليزية: Benjamin West)‏، أحد رؤساء الأكاديمية الملكية (10 أكتوبر 1738 - 11 مارس 1820) هو رسام إنجليزي-أمريكي، يرسم اللوحات التاريخية حوالي وبعد حرب الاستقلال الأمريكية، كان الرئيس الثاني للأكاديمية الملكية في لندن، خدم منذ 1792 إلى 1805 و1806 إلى 1820. رسم مشاهد تاريخية مثل موت نيلسون، ومقتل الجنرال وولف، وبنجامين فرانكلين يرسم الكهرباء من السماء.
علم بنجامين نفسه بنفسه، وسرعان ما حصل على رعاية قيمة وتجول في أوروبا واستقر أخيرُا في لندن. أثار إعجاب الملك جورج الثالث، وكان مسؤولًا إلى حد كبير عن استحداث الأكاديمية الملكية، والتي أصبح رئيسها الثاني (بعد السير جوشوا راينولدس). عُيّن رسامًا تاريخيًا في بلاط الملك، ومعاينًا لصور الملك.
رسم ويست أيضًا موادًا دينية، كعمله الضخم الحفاظ على القديس بولس بعد غرق السفينة في مالطا، في كنيسة القديس بطرس والقديس بولس في غرينتش، والمسيح يشفي المرضى، وعُرضت في المعرض الوطني.

## النشأة
ولد ويست في سبرينغ فيلد، بنسلفانيا، في بيت الآن هو في بلدة سوارثمور في حرم كلية سوارثمور، هو الولد العاشر لصاحب حانة. بعد ذلك انتقلت عائلة ويست إلى نيوتاون سكوير، بنسلفانيا، حيث كان والده مالك حانة سكوير الموجودة حتى الآن. في صغره قام بعض الهنود الحمر بتعليمه كيف يرسم لوحة بخلط بعض الطين من ضفة النهر مع شحم الدب في وعاء.
من سنة 1746 إلى 1759، عمل ويست في بنسلفانيا كرسام للصور، في حين سنة 1756 في لانكشاير، بنسلفانيا أحد رعاة ويست وهو ويليم هنري وهو صانع أسلحة شجعه على تصميم لوحة «موت سقراط» مبنية على مطبعات تشارلز رولين حول التاريخ القديم، وكانت الرسمة من أحسن ما رسم في المستوطنات الأمريكية، وقد رأى هذه اللوحة الدكتور ويليم سميث، الذي كان بعد ذلك عميد كلية فيلاديلفيا وأعجب بها وقرر أن يكون راعي لبنجامين ويست وعرض عليه التعليم والأهم الصلات مع رجال المال والسياسة في بنسلفانيا. خلال ذلك الوقت قابل رساما مشهورا هو جون وولاستون الذي هاجر من لندن، وتعلم منه أساليبه في الرسم.

## «الجولة الكبرى» الإيطالية
سافر ويست إلى إيطاليا عام 1760 بصحبة سكوت وليام باتون الرسام الذي أصبح لاحقًا جامعًا للوحات الفنية، وبرعاية سميث ووليام ألين، الذي اشتهر بكونه أغنى رجل في فيلادلفيا. اشترك في الجولة الكبرى التي نظمها العديد من الفنانين والمهندسين المعمارين وعشاق الفنون الجميلة في ذلك الوقت. وسع ويست ذخيرته الفنية من خلال نسخ أعمال الرسامين الإيطاليين مثل تيتيان ورفائيل مباشرة من النسخ الأصلية. التقى في روما عددًا من الفنانين العالميين النيوكلاسيكيين، بمن فيهم أنطون رافاييل منغس الألماني المولد، والإسكتلندي غافين هاميلتون، والنمساوية أنجيليكا كوفمان.

## إنجلترا
وصل ويست إلى إنجلترا في أغسطس عام 1763، وكان في نيته زيارة أمريكا في طريق العودة. لم يعد إلى أمريكا في الحقيقة. مكث لمدة شهر في باث مع وليام ألين الذي كان في إنجلترا أيضًا، وزار أخيه غير الشقيق توماس ويست في ريدنغ بناء على إصرار والده. تعرف على ريتشارد ويلسون وطالبه جوشوا رينولدس في لندن. انتقل إلى منزل في شارع بيدفورد في كوفنت غاردن. عُرضت اللوحة الأولى التي رسمها أنجيليكا وميدورو في إنجلترا إلى جانب صورة فنية لوجه «الجنرال مونكتون»، ولوحته سيمون وإيفيجينيا التي رسمها في روما، في معرض حدائق الربيع عام 1764.
تزوج من الأمريكية إليزابيث شويل عام 1765 في فيلادلفيا في سانت مارتن إن ذا فيلدز.
قدم الدكتور ماركام، مدير مدرسة ويستمنستر آنذاك، ويست إلى صمويل جونسون، وإدموند بيرك، وأسقف بريستول توماس نيوتن، وأسقف ورسستر جيمس جانسون، ورئيس أساقفة يورك روبرت هاي دراموند. كُلف البرلتيون الثلاثة بالعمل معه. اقترح ويست عام 1766 مخططًا لزخرفة كاتدرائية القديس بولس بالرسومات. رُفض من قبل أسقف لندن ولكن فكرته قُبلت لرسم نقش خلف مذبح كنيسة القديس ستيفن والبروك. وفي هذا الوقت نال استحسانًا لمواضيعه الكلاسيكية مثل: أوريستيس وبيلاديس ورحمة سيبيو.
عُرف بنجامين ويست في إنجلترا باسم «رافاييل الأمريكي». توجد لوحته رئيس الملائكة ميخائيل يقيد الشيطان المرسومة بأسلوب رافاييلي في مجموعة كلية الثالوث في كامبريدج. وقال: «الفن هو تمثيل الجمال البشري، المتقن بشكل مثالي في التصميم، الجميل والنبيل في الوضعية». 

### الرعاية الملكية
حاول دراموند رفع الاشتراكات لتمويل الراتب السنوي لويست، ليتمكن من ترك الصور الفنية للوجوه ويتفرغ بالكامل للتراكيب الأكثر طموحًا. بعد فشله في ذلك، حاول بجهد أكبر إقناع الملك جورج الثالث برعاية ويست. سرعان ما كون ويست علاقات جيدة مع الملك، وأجرى الرجلان مناقشات طويلة حول الوضع الفني في إنجلترا، بما في ذلك فكرة تأسيس أكاديمية ملكية. وبالفعل نشأت الأكاديمية في عام 1768 وكان ويست أحد القادة الرئيسيين لجماعة معارضة تشكلت من جمعية فناني بريطانيا العظمى. كان جوشوا رينولدز أول رئيس للأكاديمية.
عينه الملك جورج عام 1772 رسامًا تاريخيًا للبلاط الملكي مقابل راتب سنوي قدره 1000 جنيه إسترليني. رسم سلسلة من ثماني لوحات كبيرة تُظهر حياة إدوارد الثالث في قاعة القديس جورج في قصر وندسور، واقترح مجموعة من 36 عملًا حول موضوع «تقدّم الديانة السماوية» لكنيسة القصر، أُنجز منها في النهاية 28 لوحة. رسم أيضًا تسع صور فنية لوجوه أفراد من العائلة المالكة، ومن بينهم صورتين فنيتين لوجه الملك نفسه. وكان معاينًا للوحات الملك من عام 1791 حتى وفاته.

### لوحة «مقتل الجنرال وولف»

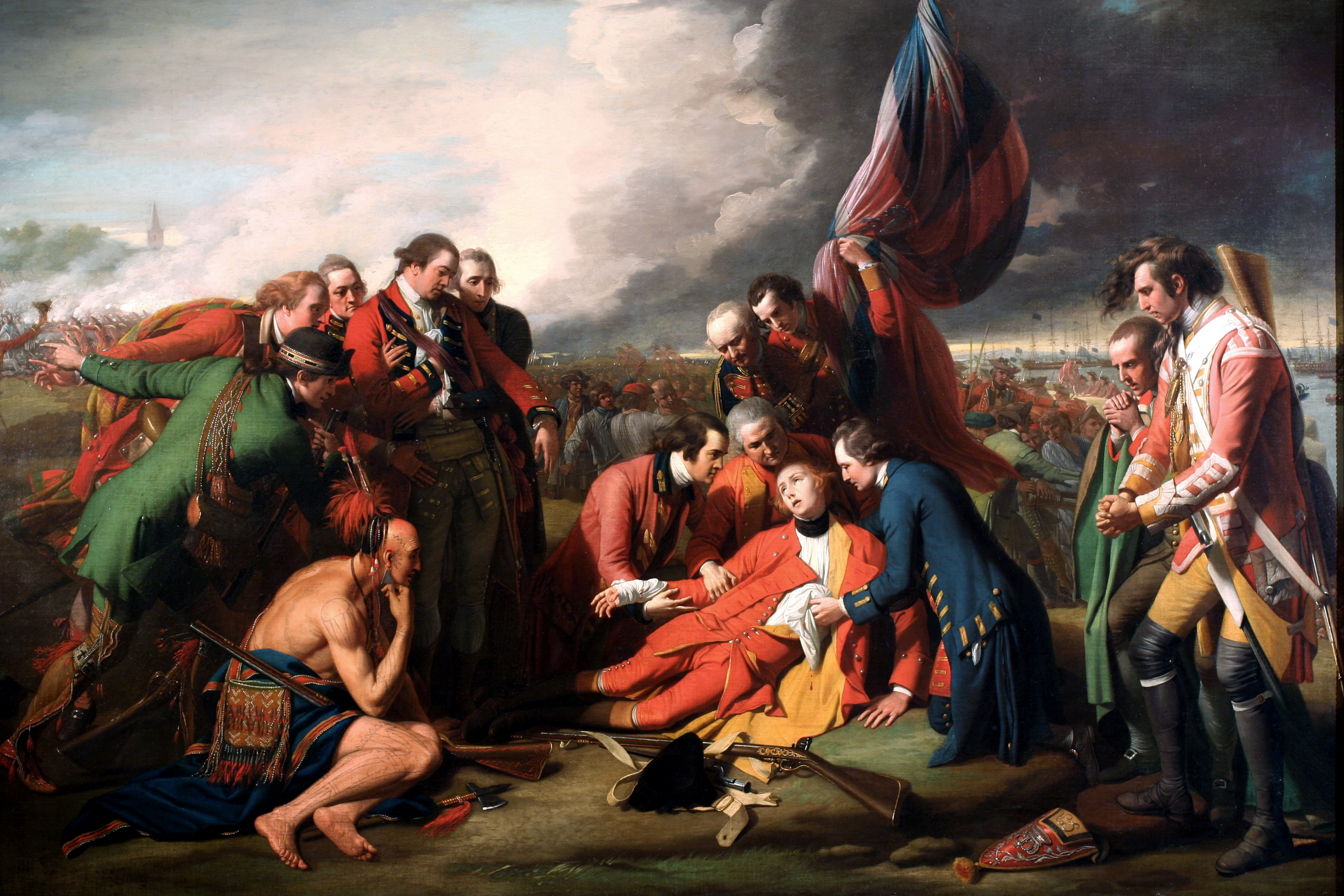
مقتل الجنرال وولف 1770

رسم لوحته الأكثر شهرة وربما الأكثر تأثيرًا، مقتل الجنرال وولف، عام 1770 وعرضها في الأكاديمية الملكية عام 1771. وأصبحت اللوحة واحدة من أكثر الصور ذات النسخ المكررة في تلك الفترة. ترجع خلفيتها إلى الحرب الفرنسية والهندية وتصور الجنرال جونسون ينقذ ضابطًا فرنسيًا جريحًا من توماهوكي من هنود أميركا الشمالية عام 1768.
أصبح ويست معروفًا بلوحاته التاريخية على مستوى واسع، والتي تستخدم الألوان والأشكال والمخططات التركيبية التعبيرية لمساعدة المشاهد على إدراك المشهد الممثل. دعاها ويست «التمثيل الملحمي». صور عمله معركة بوين عام 1778 انتصار «وليام أوف أورانج» في معركة بوين في عام 1690، وأثرت بقوة في صور ويليام اللاحقة. قدم موت نيلسون عام 1806 لإحياء ذكرى وفاة هوراشيو نيلسون في معركة طرف الغار.

### اللوحات الدينية اللاحقة
توجد كنيسة القديس بولس في حي جولري في برمنغهام ولديها نافذة شرقية مهمة ذات زجاج معشق مصقول، صنعها فرانسيس إغينتون عام 1791، ورسم ويست نقشًا خلف المذبح عام 1768، وهو الآن في متحف دالاس للفنون. يُظهر التحول البولسي. انتخب عضوًا فخريًا أجنبيًا في الأكاديمية الأمريكية للفنون والعلوم في عام 1791.
يشتهر ويست أيضًا بعمله الضخم في كنيسة القديس بطرس والقديس بولس التي تشكل الآن جزءًا من الكلية البحرية الملكية القديمة في غرينتش، لندن. يبلغ طول عمله، الحفاظ على القديس بولس بعد غرق السفينة في مالطا، 25 قدمًا وعرضه 14 قدمًا، ويصور سفر أعمال الرسل (27 و 28). قدم ويست أيضًا تصاميمًا للوحات أخرى والتي أُنجزت من قبل بياجيو ريبيكا في الكنيسة.
بدأ ويست سلسلة من الأعمال الدينية على مستوى واسع بعد فقدانه الرعاية الملكية في بداية القرن التاسع عشر. عندما رسم لوحة المسيح يشفي المرضى، كان ينوي تقديمها كهدية لمستشفى بنسلفانيا في فيلادلفيا. بدلًا من ذلك باعها إلى المعهد البريطاني مقابل 3000 جنيه إسترليني، والذي بدوره قدمها إلى المعرض الوطني. بعد ذلك رسم ويست نسخة أخرى لإرسالها إلى فيلادلفيا. قاده نجاح اللوحة إلى رسم سلسلة من الأعمال الكبيرة بما في ذلك الموت على حصان شاحب التي عُرضت عام 1817.

### الأكاديمية الملكية
انتخب ويست رئيسًا للأكاديمية الملكية بعد وفاة رينولدز عام 1792، رغم أن السير جوشوا رينولدز، الرئيس المؤسس للأكاديمية الملكية، وبعض الأكاديميين الآخرين شعروا أنه طموح للغاية. استقال عام 1805، ليحل مكانه منافس قوي وهو المهندس المعماري جيمس ويات. مع ذلك انتخب ويست مرة ثانية رئيسًا، وخدم حتى وفاته.

### الطلاب
درس العديد من الفنانين الأمريكيين تحت إشرافه في لندن، ومن بينهم رالف إيرل، وابنه رالف إلياسر، وصمويل مورس، وروبرت فولتون، وتشارلز ويلسون بيل، وماثيو برات، وغلبرت ستيوارت، وجون ترمبل، وواشنطن ألستون، وتوماس سولي، ورإمبرانت بيل، وجون غرين، وأبراهام ديلانوي وإيتسايد إيرل،.

### الموت
توفي ويست في منزله في شارع نيومان، لندن، في 11 مارس 1820، ودُفن في كاتدرائية القديس بولس. قُدم له وسام الفارس من قبل التاج البريطاني، لكنه رفضه، معتقدًا أنه ينبغي أن يكون نبيلًا بدلًا من ذلك.

## معرض الصور

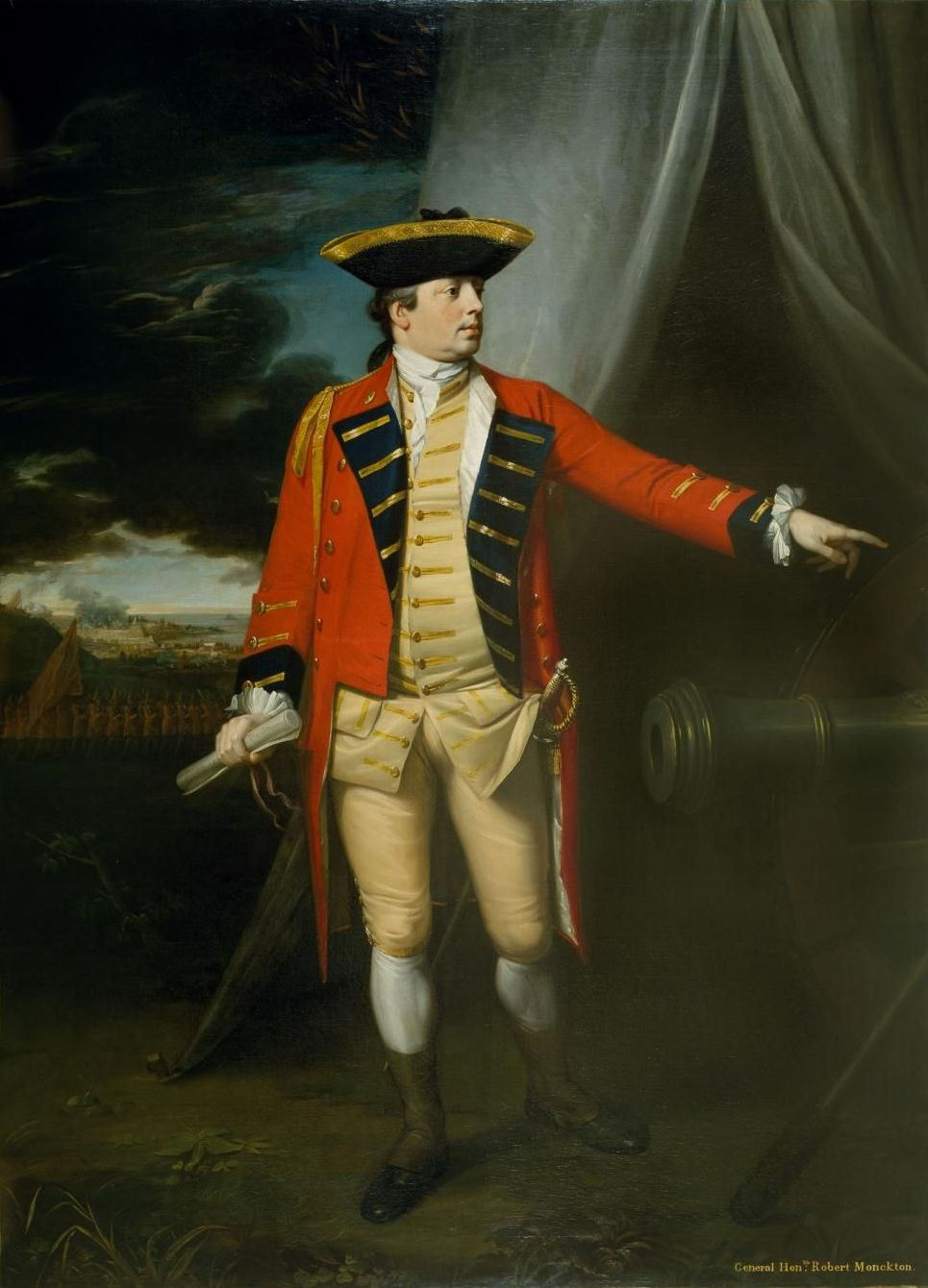
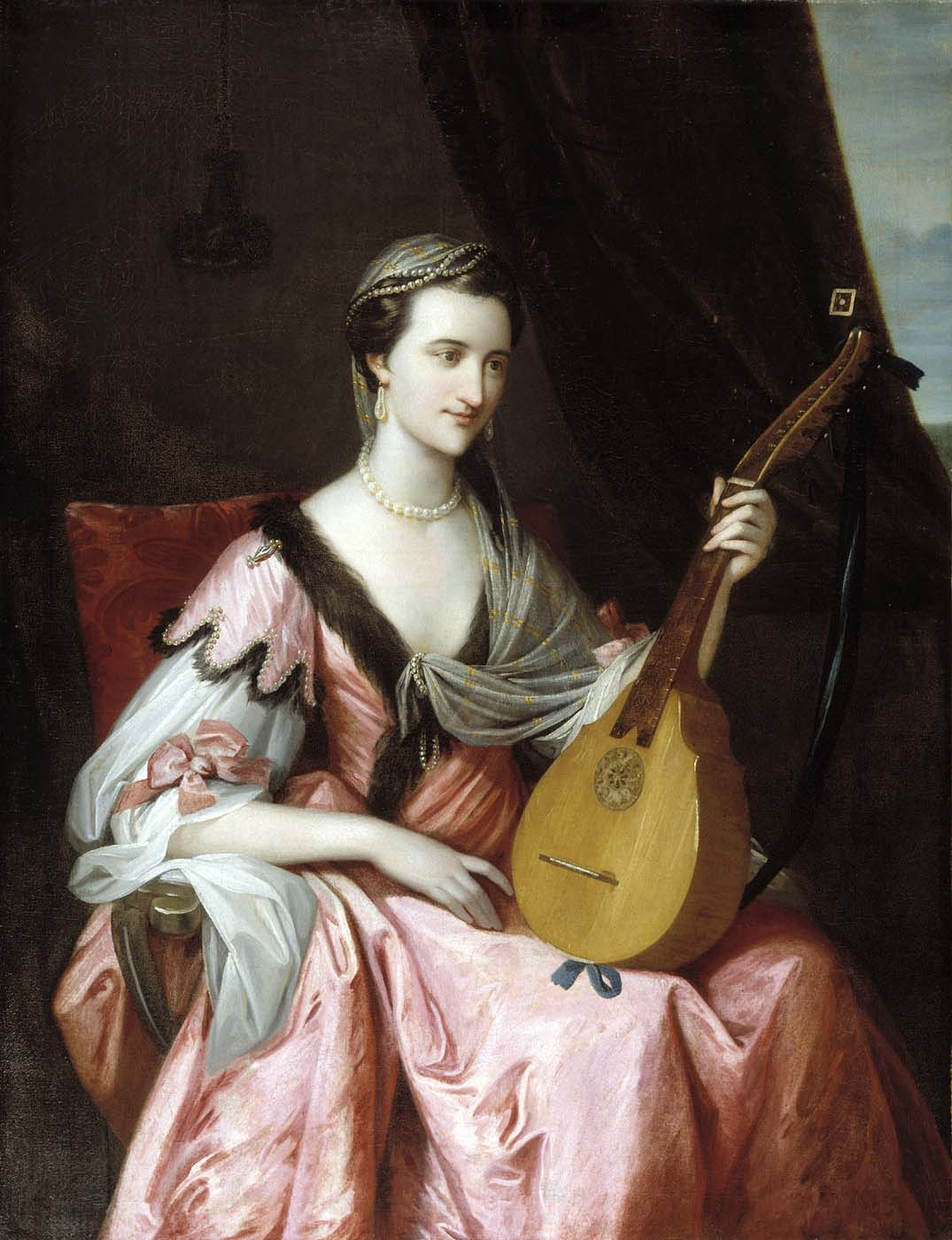
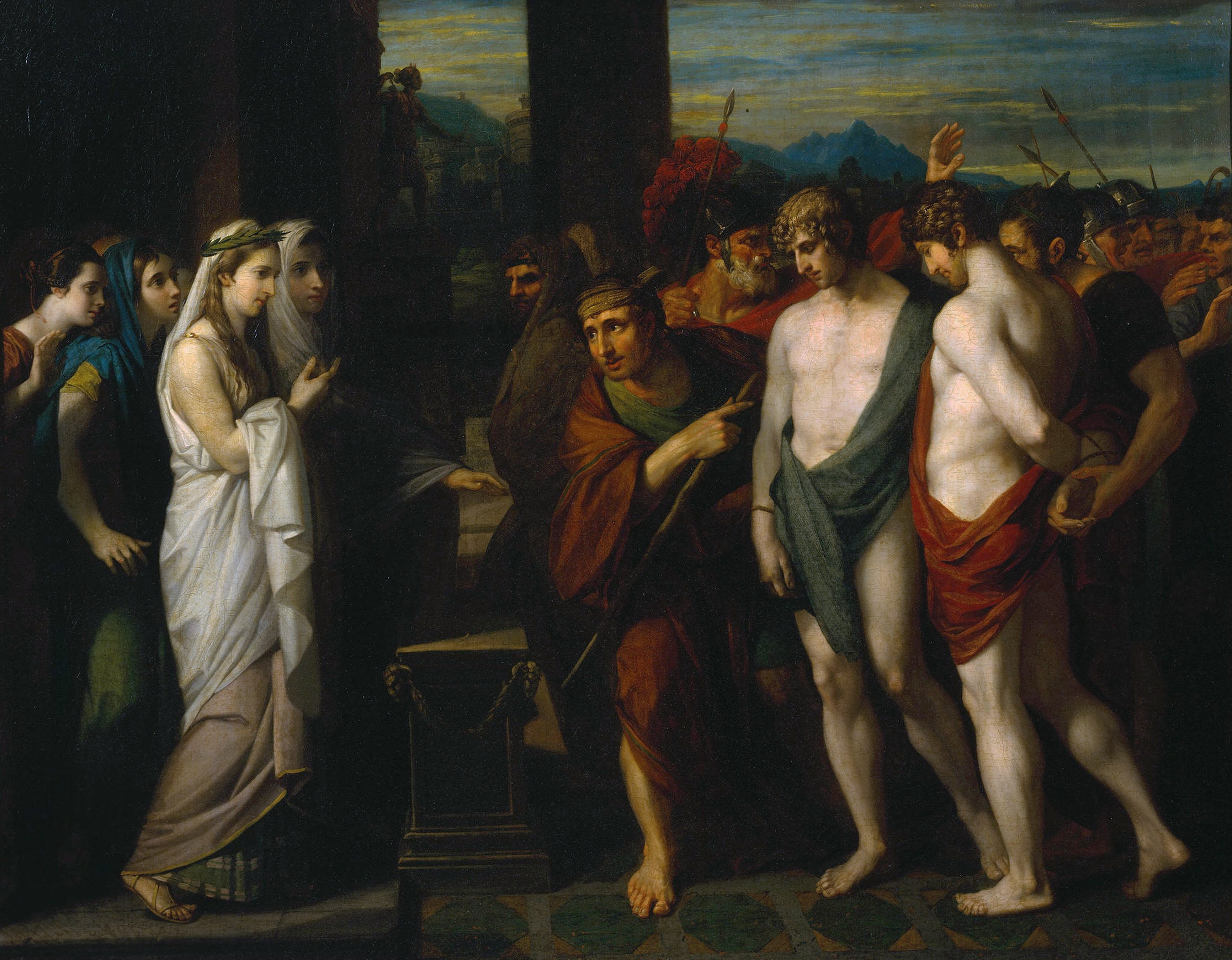
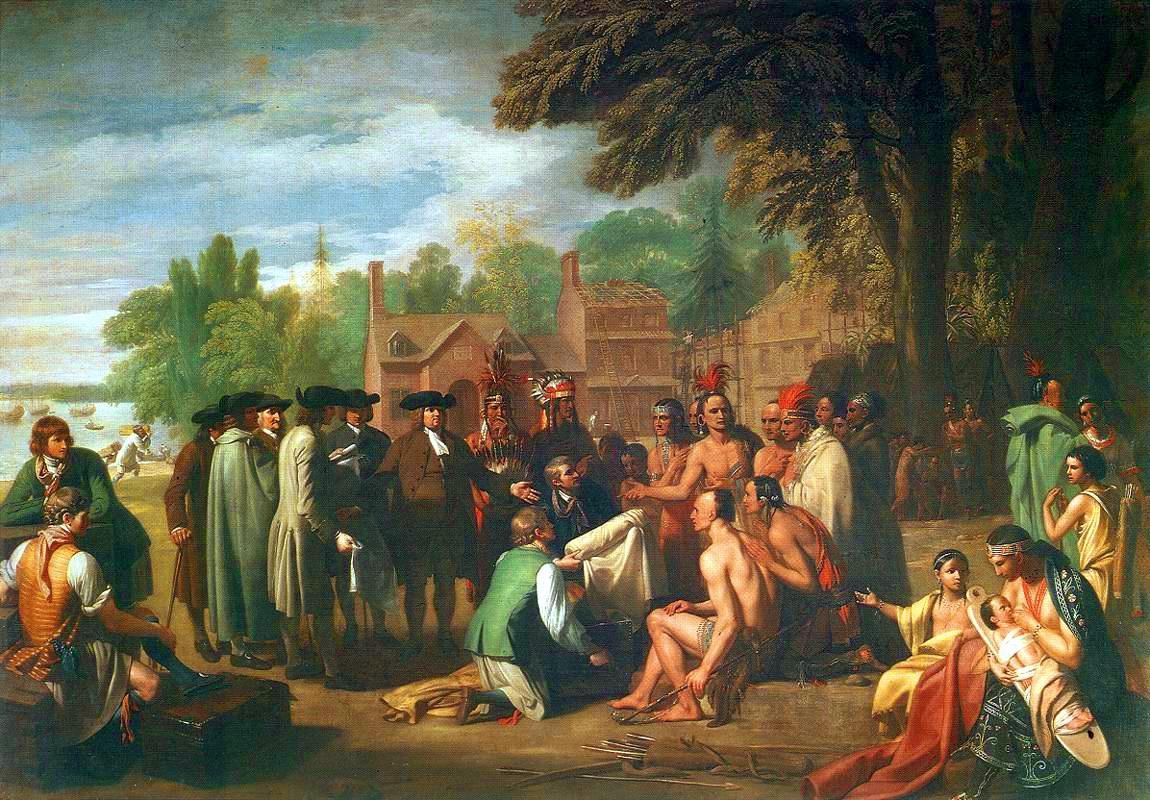
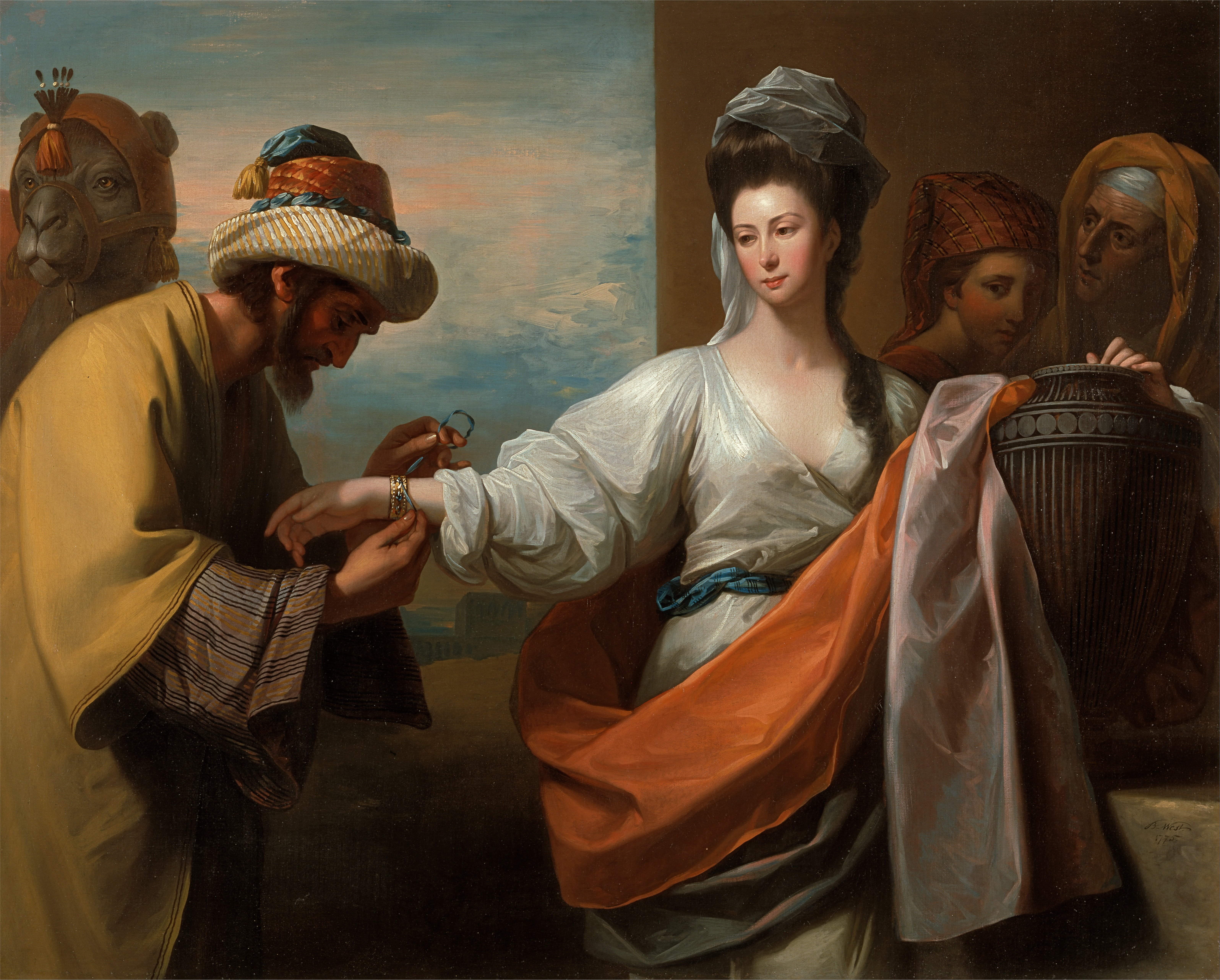
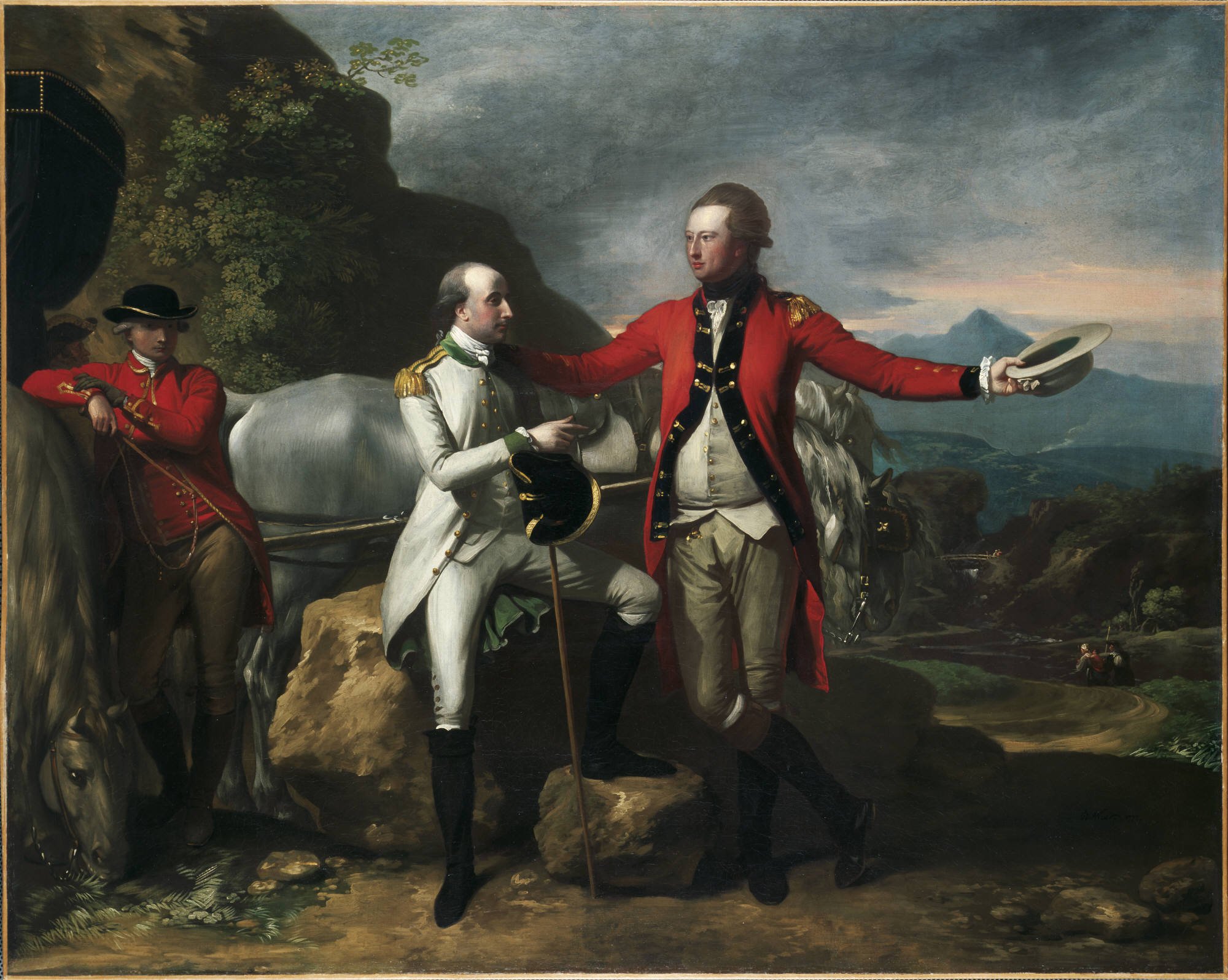
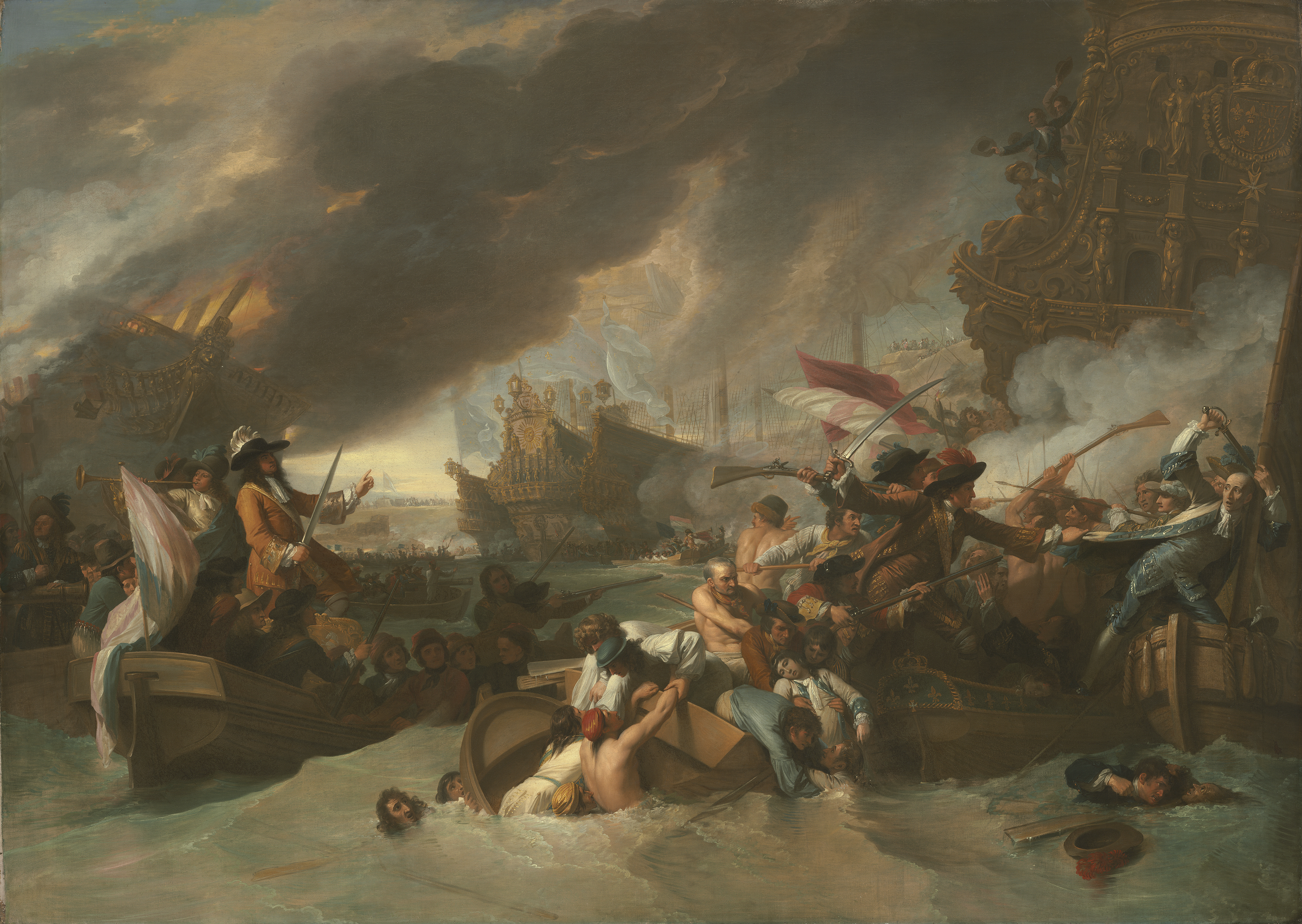
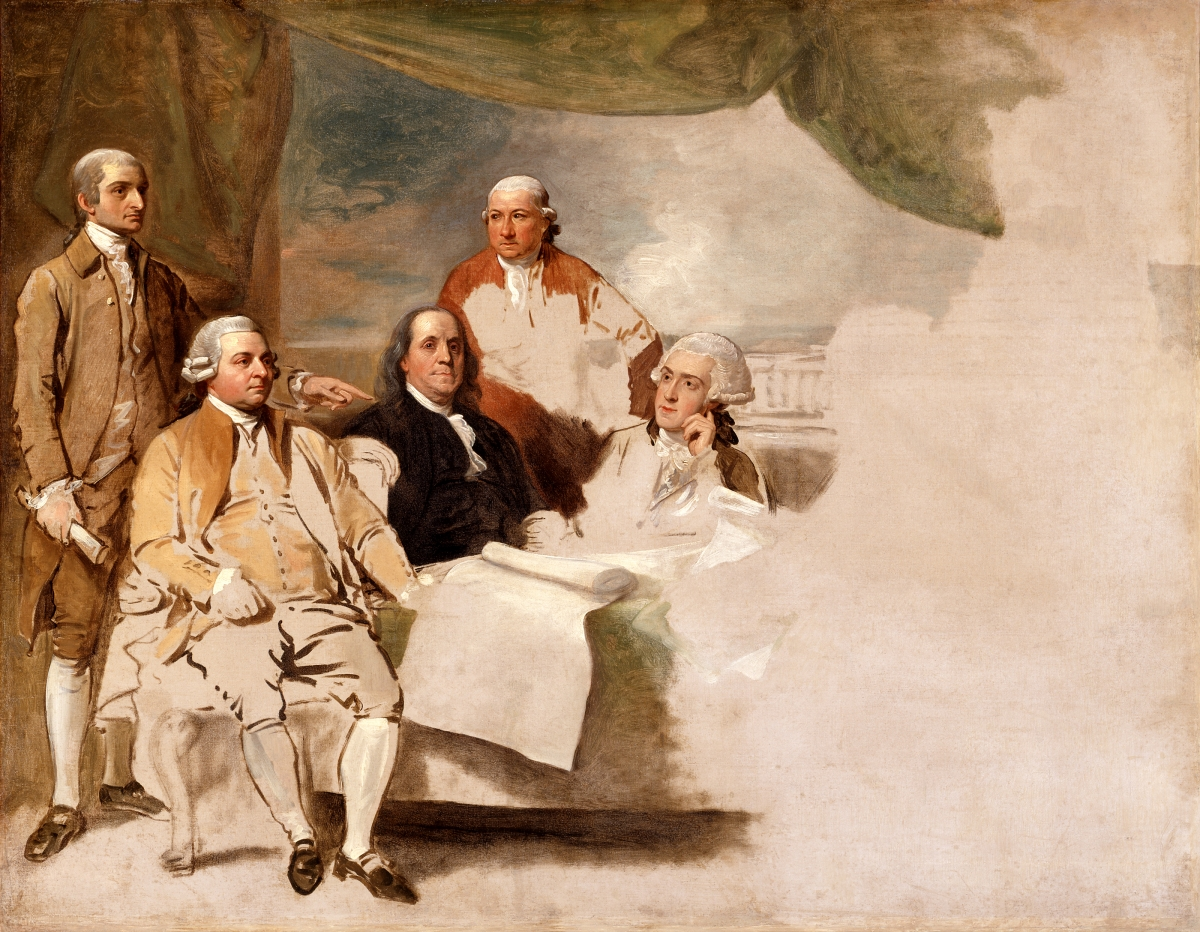
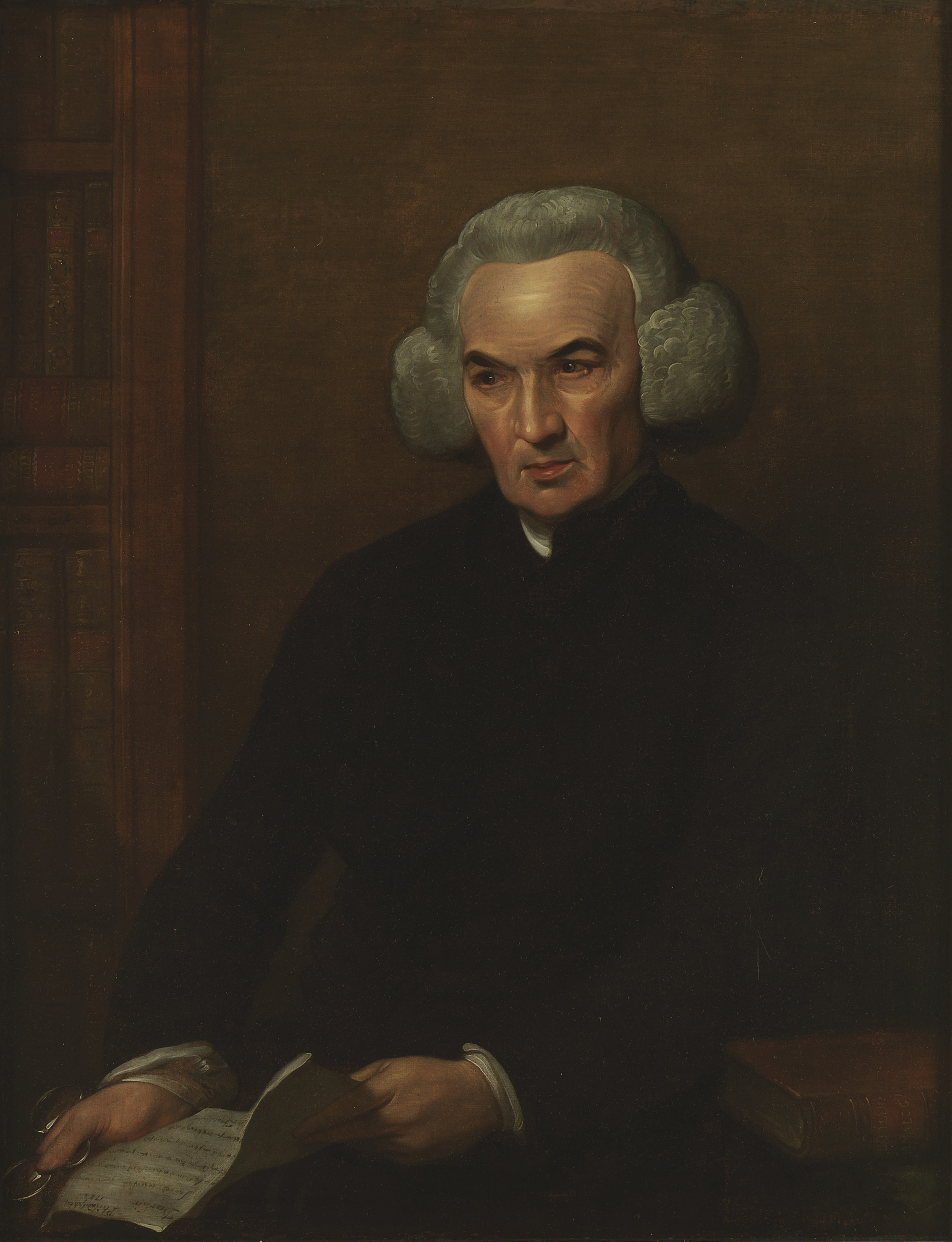
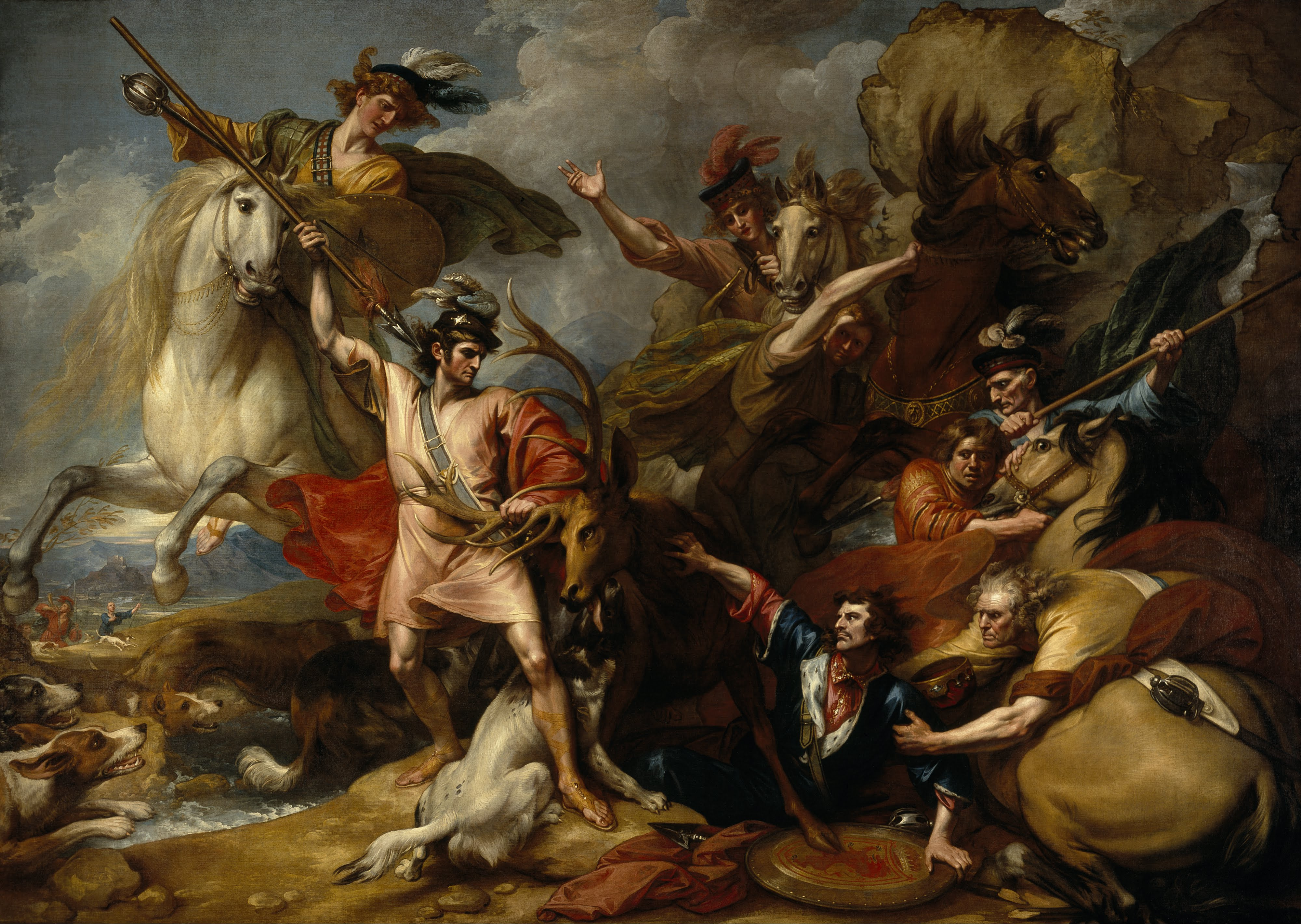
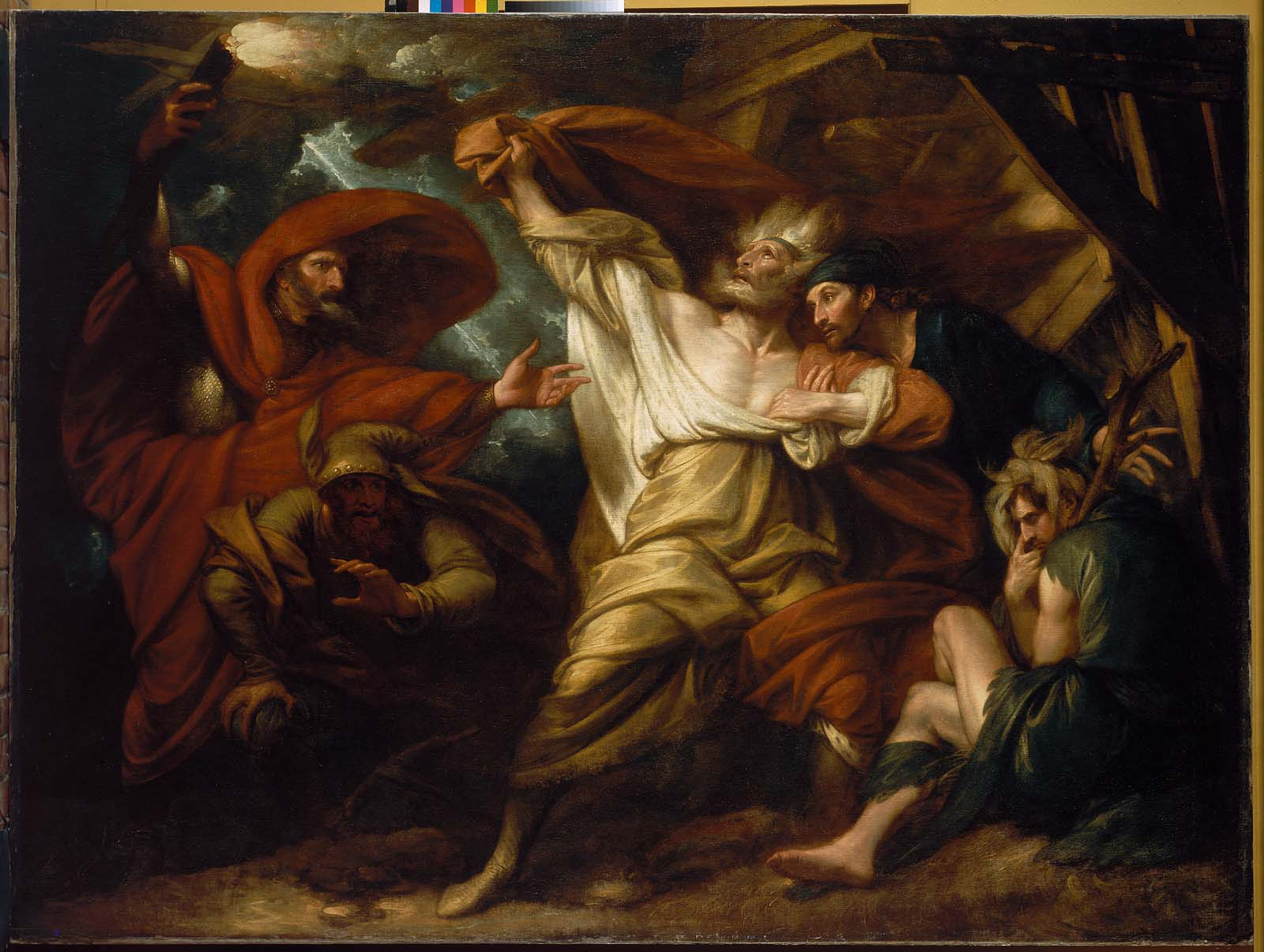
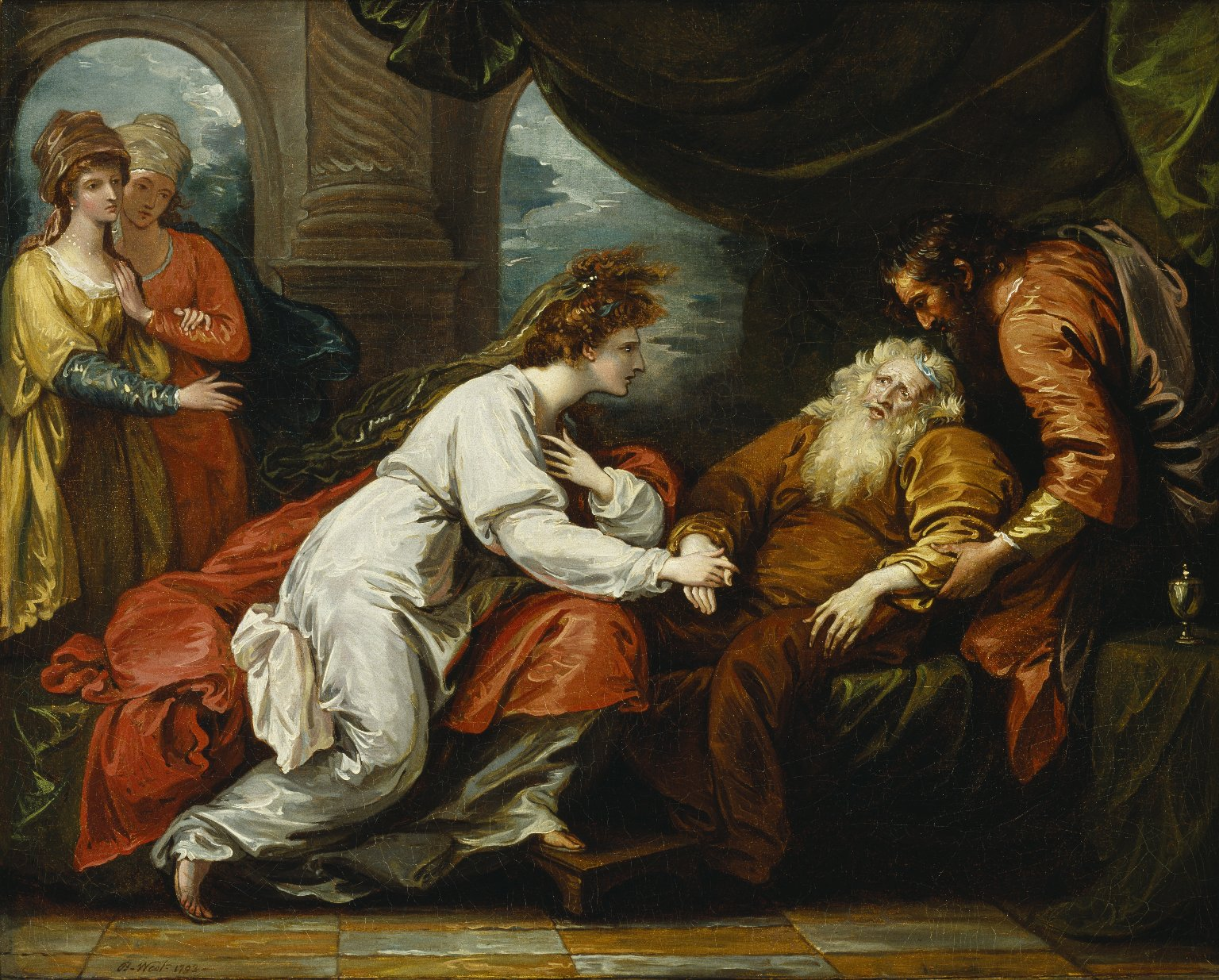
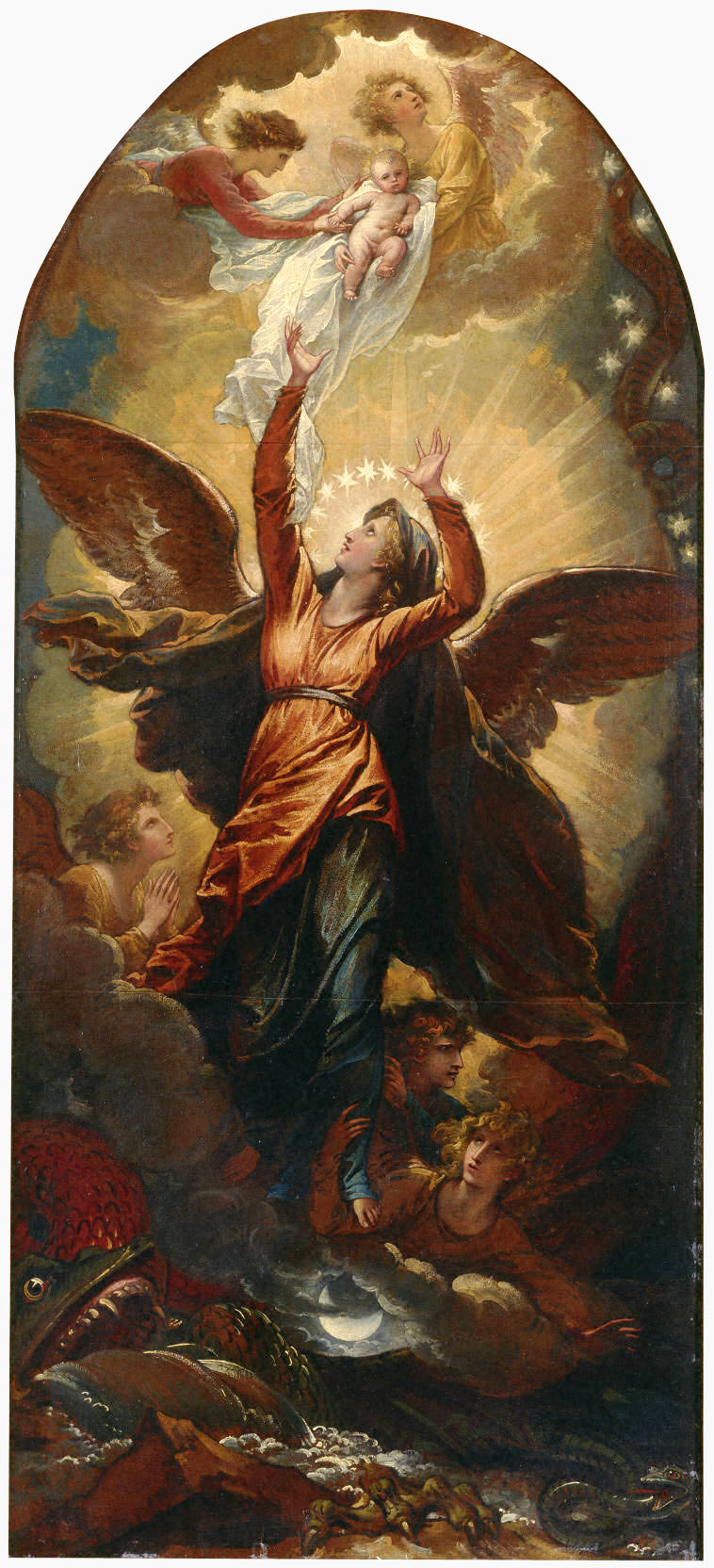
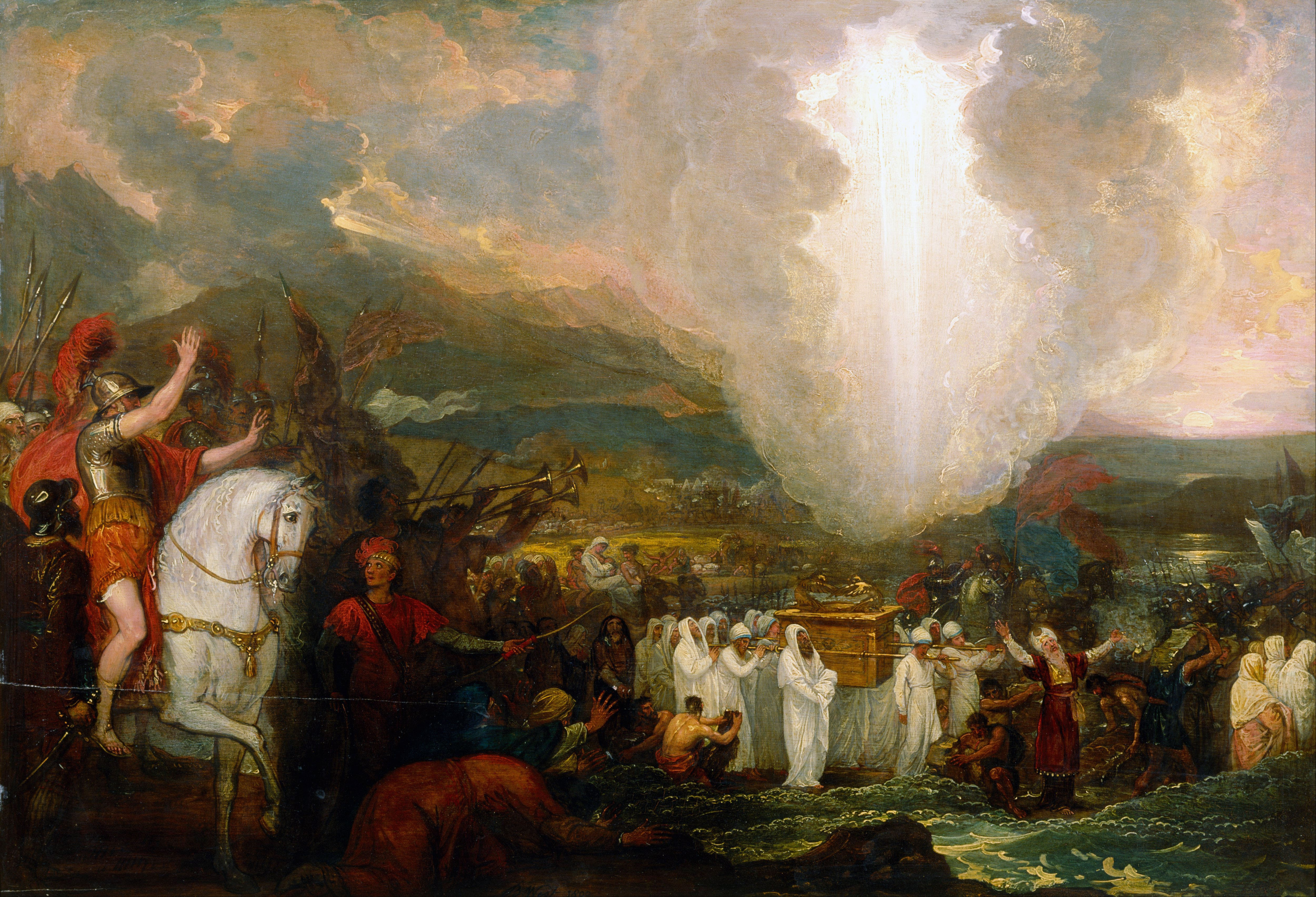
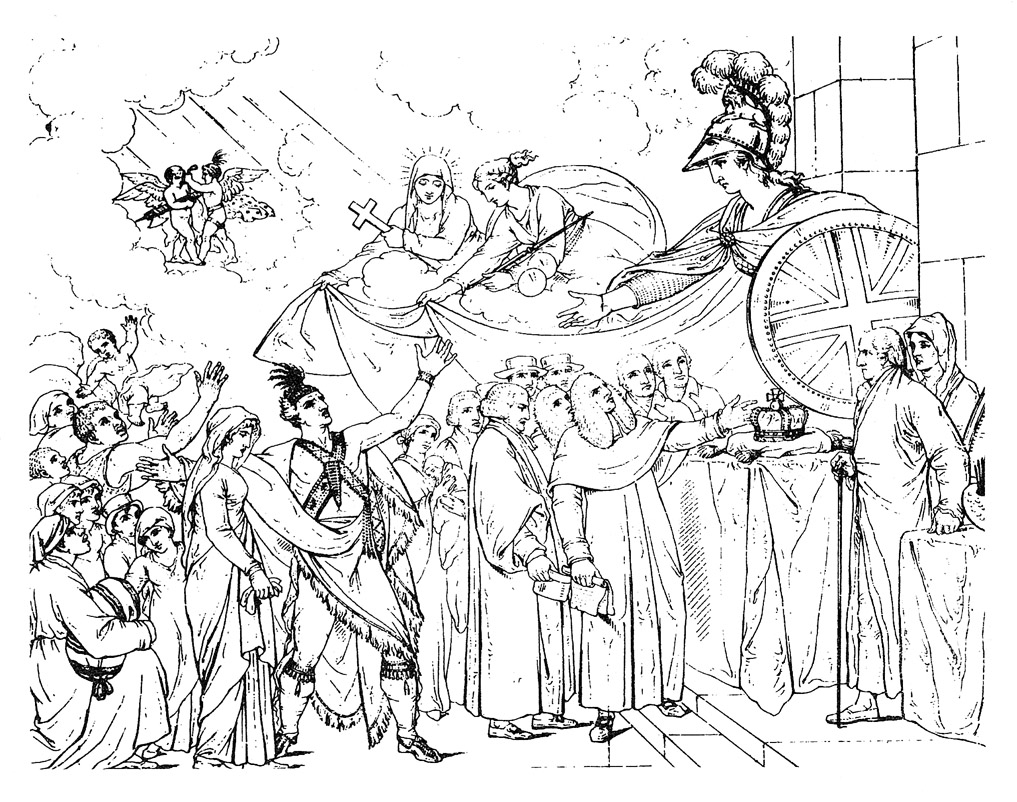
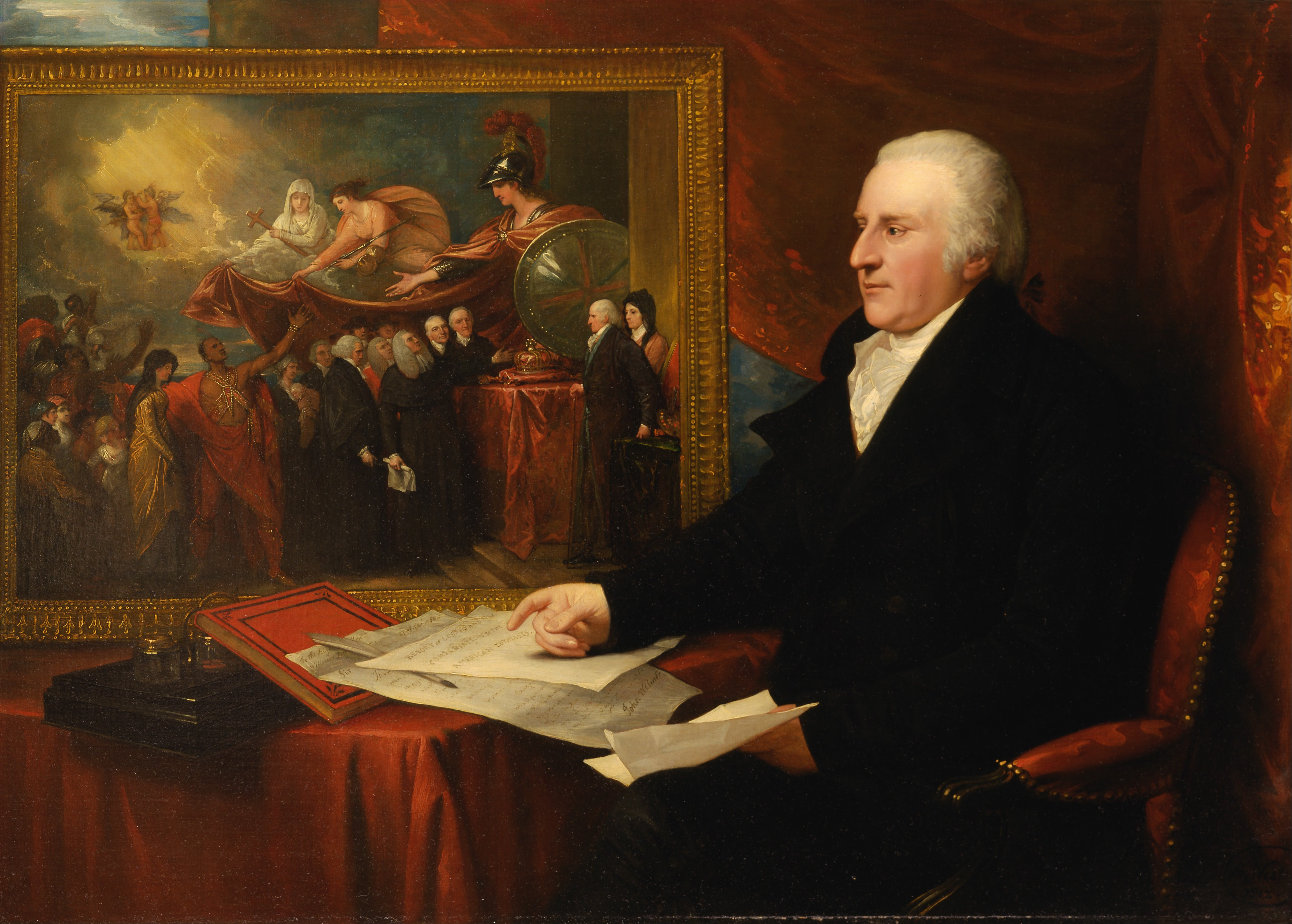
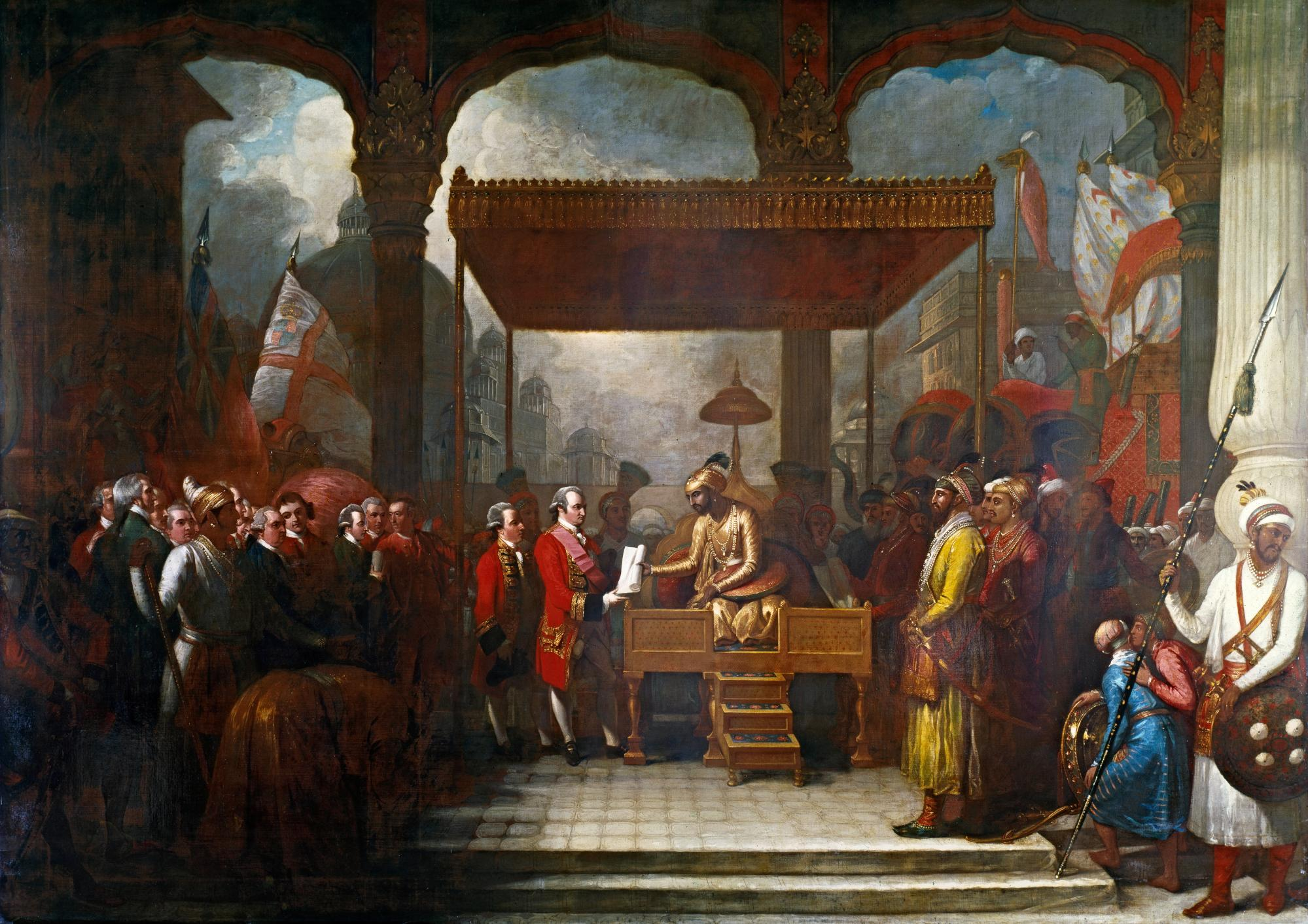
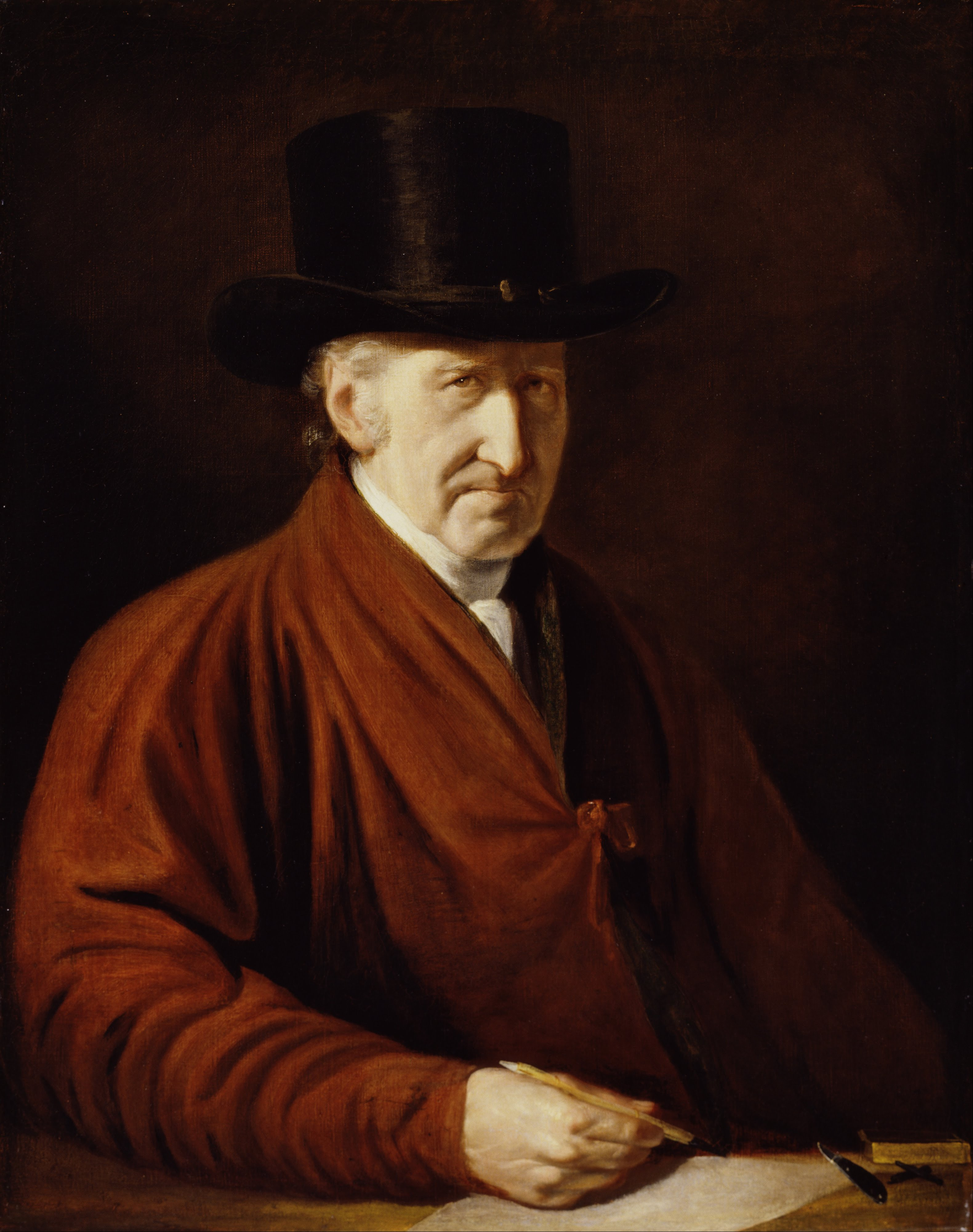

## روابط خارجية
- بنجامين ويست على موقع الموسوعة البريطانية (الإنجليزية)
- بنجامين ويست على موقع إن إن دي بي (الإنجليزية)